# دلیله محمد
دلیله محمد (انگلیسی: Dalilah Muhammad؛ زادهٔ ۷ فوریهٔ ۱۹۹۰) ورزشکار دو و میدانی رشته دو ۴۰۰ متر بامانع اهل ایالات متحده آمریکا است.
در بازی‌های المپیک تابستانی ۲۰۱۶، او برنده مدال طلای دو ۴۰۰ متر بامانع شد.
وی در مسابقات کشوری و بین‌المللی در مجموع برندهٔ ۲ مدال طلا، ۳ مدال نقره شده‌است.

## رکوردشکنی
«دلیله محمد» دونده آمریکایی در ماه ژوئیه ۲۰۱۹ رکورد ماده ۴۰۰ متر با مانع زنان را که از سال ۲۰۰۳ تاکنون دست نخورده باقی مانده بود، شکست.
او دومین زن سریع در تمام دوران مسابقات ورزشی دو ۴۰۰ متر بامانع است.